# Mami
Mami (jap. まみ, マミ) – żeńskie imię japońskie.

## Możliwa pisownia
Mami można zapisać używając wielu różnych znaków kanji i może znaczyć m.in.:
- 真美, „prawdziwe piękno”[1]
- 真実, „prawda, owoc”
- 麻実, „konopie, owoc”
- 麻美, „konopie, piękno”
- 茉美, „biały jaśmin, piękno”

## Znane osoby
- Mami Ayukawa (麻弥), japońska piosenkarka
- Mami Kawada (まみ), japońska piosenkarka popowa
- Mami Koyama (茉美), japońska seiyū
- Mami Nakano (真実), japońska lekkoatletka specjalizująca się w skoku o tyczce
- Mami Nomura (真美), japońska aktorka
- Mami Yoshida (真未), japońska siatkarka

## Fikcyjne postacie
- Mami Inagaki (真美), bohaterka serii Strike Witches
- Mami Kuroi (まみ), bohaterka mangi i anime Jigoku Sensei Nūbē
- Mami Takeuchi (麻巳), bohaterka gry, mangi i anime Canvas 2: Niji Iro no Sketch
- Mami Tomoe (マミ), bohaterka serii Puella Magi Madoka Magica
- Mami Yamaguchi (真美), bohaterka serii Maria sama ga miteru